# Chiesa della Natività di Maria Vergine (Cerete)
Il santuario della Natività di Maria si trova a Novezio, piccola frazione del comune di Cerete in provincia di Bergamo. 

È posizionata su uno spiazzo a ridosso della valle di Trinale, sulla strada provinciale che collega l'abitato di Songavazzo con quello di Cerete Alto, facente parte del vicariato di Clusone-Ponte Nossa. Intitolata a Maria Bambina, viene festeggiata solitamente la prima domenica di settembre, con la consueta processione per le vie della piccola frazione.

## Storia
Risulta difficile poter stabilire le origini storiche del santuario, ma risulta databile al 1453 uno degli affreschi posti all'esterno, raffigurante San Giorgio che abbatte il drago. Gli studi più recenti fanno risalire Cerete come pure Novezio a periodi precedenti, quindi è possibile che le origini del Santuario siano più antiche.
Il santuario di Novezio fa parte della parrocchiale dei Santi Filippo e Giacomo di Cerete sin dalla creazione di quest'ultima.
Nell'atto di smembramento della parrocchiale di San Vincenzo è specificato con chiarezza (La precisazione andava fatta per correggere quanto è stato scritto a proposito a supposta dipendenza del santuario dalla chiesa di Songavazzo: il parziale distacco di alcune famiglie, nel tempo, è stato abusivo e oggetto di vero richiamo da parte del vescovo diocesano).
Nel 1575 quando san Carlo Borromeo arcivescovo di Milano, passò da Cerete, visitò anche la " chiesa campestre della Natività di Maria". Allora si presentava con "altare in piccola cappella dipinta, senza tele". Successivi interventi la resero più decorosa e bella. Di questa parte rimangono solo le pareti perimetrali. Nel 1857, infatti, un furioso incendio, causato probabilmente dall'imprudenza di un «romito» che aveva fatto ardere la legna per mantenere al caldo i «bigatti» bachi da seta nelle stanze superiori, destinate a sua abitazione, l'aveva scoperchiata devastandola.

La ricostruzione fu alquanto rapida come riportano i testi del tempo: 
Prima dell'incendio il tetto, sia della chiesa che della casa, aveva diversi spioventi. Dovendola ricostruire per intero si decise di ridurlo a due spioventi. 
Il 29 novembre, i lavori erano iniziati alla metà di giugno, furono ricondotti e collocati al loro posto i mobili. Anche le scale e i pianerottoli del campanile furono rifatti o restaurati, come pure fu ben saldata sul suo zoccolo la campana più piccola che minacciava di staccarsi.
L'organo, commissionato ad Angelo Bozzi di Bergamo nel 1711 e messo completamente fuori uso dal fuoco, fu sostituito nel 1860, a opera di Luigi Perolini di Villa D'Ogna, 
I guai, per la chiesetta di Novezio, non erano purtroppo ancora finiti: il 14 giugno 1894, un fulmine colpi il campanile e spezzo la croce. Questa cadendo dopo aver passato la volta della chiesa e colpito l'altare usci dalla finestra senza colpire quanti si erano rifugiati in chiesa per ripararsi dal temporale.

Tra il 1973 e il 1974 venne effettuata un'opera di restauro interno, gli stucchi che abbellivano la struttura interna vennero restaurati e abbelliti con doratura, a opera dei fratelli Taragni (figli del decoratore Fermo Taragni). 
Nel 1997 grazie alla generosità di un benefattore si effettuo un intervento di manutenzione sulla parte esterna del santuario. 
Nel 2016 il in seguito a una manutenzione straordinaria il tetto è stato rifatto completamente per risolvere problemi di infiltrazione dalla ditta Fratelli Agliardi. Nello stesso intervento è stata restaurata la lunetta posta sulla facciata degradata e quasi illeggibile. Il fine lavori è stato inaugurato 11 settembre 2016 durante la festa di Maria Bambina a cui è dedicato il santuario con la presenza del vescovo di Bergamo monsignore Francesco Beschi e del parroco don Sergio Alcaini.

## Descrizione

### Esterno

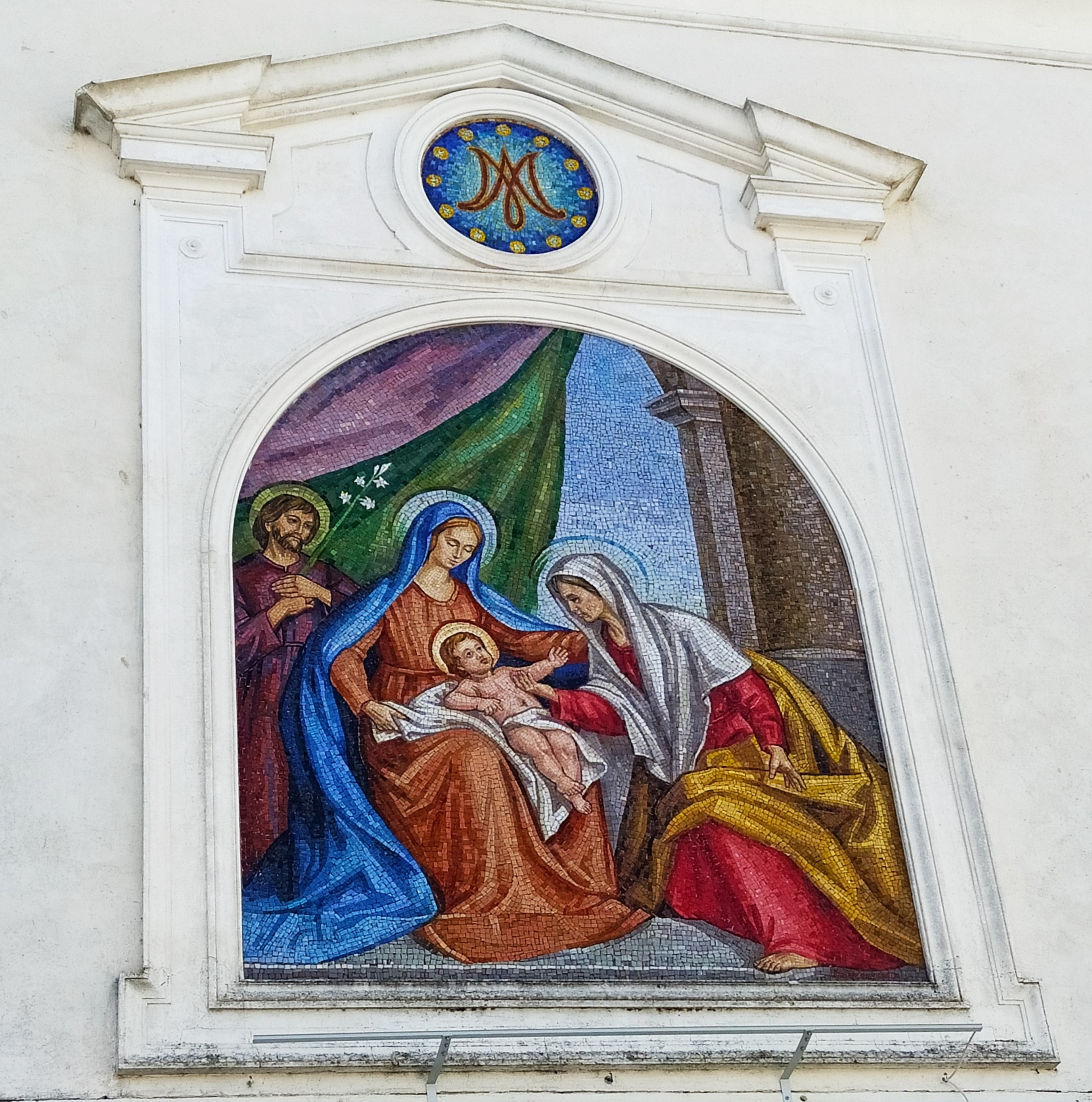
Mosaico rappresentante Natività

Sulla facciata vi è il mosaico raffigurante la Natività realizzato durante il restauro del 1973, in sostituzione dell'affresco ormai andato perduto.
Un piccolo porticato ripara l'ingresso del santuario.

Il campanile è posto nel fianco sinistro dell'edificio e fu eretto successivamente alla costruzione della chiesa, è completo delle cinque campane in sol diesis maggiore che formano il concerto, benedette dal vescovo di Bergamo, monsignor Gaetano Camillo Guindani, nell'agosto del 1903. 

Nella parte nord del santuario è situato il romitorio in origine un'abitazione occupata occasionalmente dai romiti, mentre sulla parete sud vi sono tre affreschi ben conservati di autore ignoto: San Giorgio che uccide il drago in buono stato di conservazione riporta la data del 1453, sant'Antonio abate e la Madonna con Bambino in trono.

### Interno
L'interno a pianta rettangolare a navata unica è diviso da lesene stuccate in tre campate.
La volta a botte della navata, fu affrescata da Antonio Brighenti nel 1883. Partendo dall'ingresso vi sono tre medaglie raffiguranti il Matrimonio di Maria Vergine, Maria Immacolata e 'Maria Visita Sant'Elisabetta (Visitazione), e termina con l'affresco posto sopra l'altare raffigurante la Natività della Vergine Maria.
La struttura interna è sottolineata da leggeri stucchi, restaurati con doratura a opera dei fratelli Taragni tra il 1973 e il 1974.
Nel presbiterio si trova l'altare maggiore, eseguito in marmi policromi dai Fantoni nel 1720 e restaurato insieme alla chiesa dalla ditta Remuzzi di Torre Boldone, isolandolo dal terreno sottostante con la pavimentazione; ai suoi fianchi sono collocate le statue in marmo di Carrara di San Francesco e Sant'Antonio di Padova. In merito alla composizione floreale del paliotto, ecco il commento riportato nel catalogo I Fantoni: "vivace e ricco di freschezza inventiva consono al naturalismo del Fantoni, l'intarsio di fiori nel paliotto centrale, gioco di colori e di luce, misurata raffinatezza, senza sovraccarico di materiali"; fantoniane sono pure l'ancona, le porte e le finestre laterali, eseguite nel 1723. All'interno dell'ancona è collocata una Madonna con Bambino, dipinta nel 1593 da Pietro Ronzelli; il quadro è descritto nell'opera Illustri Bergamaschi di Pasino Locatelli come: "Migliore assai è la Madonna in una chiesuola di Cerete Alto in Val Seriana, ove il disegno nobile e maestoso, rivelante il desiderio di seguire i modi raffaelleschi e del Talpino". Due tele eseguite dal clusonese Antonio Cifrondi nel 1710, raffiguranti l'Annunciazione e Sant'Anna con la Vergine Bambina, sono collocate sulle pareti laterali del presbiterio.
Data la ridotta ampiezza della navata, per consentire un po' più di spazio a disposizione dei fedeli, è stata sfruttata la vecchia sagrestia, sul lato nord del presbiterio. Ciò è stato possibile allargando la precedente apertura e spostando i mobili per la custodia degli arredi dietro l'altare.
Pur non avendo la mole, la ricchezza o la fama di certi santuari mariani di forte richiamo, il santuario ha sempre esercitato una particolare attrattiva per la gente della zona, che alla sua ombra ha sostato, pianto e pregato. Lo attestano i numerosi quadretti per grazia ricevuta, i lasciti testamentari e l'attenzione costante per mantenerlo pulito e in ordine.